# Les Gens de la rizière
Pour plus de détails, voir Fiche technique et Distribution.
Les Gens de la rizière (en khmer អ្នកស្រែ, Neak sre) est un film cambodgien réalisé par Rithy Panh et sorti en 1994.

## Synopsis
Ce film raconte l’histoire d’une famille cambodgienne qui essaye de cultiver du riz. Le père, Yong Poeuv, a peur que le lopin familial s’appauvrisse et qu’il ne puisse pas faire une récolte suffisante pour subvenir aux besoins de son foyer.
La mère, Yim Om, s’inquiète pour son mari et sa pire crainte se réalise quand Poeuv se blesse sur une épine empoisonnée et, après avoir été longtemps alité, succombe à l’infection.
Om ne supporte pas la pression de se retrouver à la tête de la famille et n’a pas la force de s’occuper de la rizière. Elle sombre dans l’alcoolisme, le jeu et la folie.
La responsabilité de la récolte et de s’occuper de ses six sœurs échoit à Sakha, l'aînée des enfants.

## Distribution[1]
Certains des acteurs étaient amateurs
- Peng Phan : Yim Om, la mère
- Mom Soth : Yong Poeuv, le père
- Chhim Naline : Sakha, l'ainée
- Va Simorn : Sokhoeun
- Sophy Sodany : Sokhon
- Muong Danyda : Sophon
- Pen Sopheary : Sophoeun
- Proum Mary : Sophat
- Sam Kourour : Sopheap
- Noy Samnang : Ming Voeun, la tante
- Phang Chamroeun : un des hommes
- Chou Saokhun : Voth
- Daniel Hung Meas : Pou Mann
- Sou Bottra : Savuth
- Say : Kheam
- Seang Sarin : Tong Samnang
- Ros Yarann : épouse de Tong Samnang
- Sam Maly : Maly
- Nhim Sorn : Sok
- Chorn Torn : Yem
- Em Tep Sophea : Seng
- Soung Sath : Yeay Mean
- Om Yom : Li
- Khauv Pandarasy : Yon
- Pong Meyuk : Tchourn
- Klot Sa Korn : Amoury
- Nop Chorn : l'achar
- Sak Savuth : l'homme en noir

## Autour du film
- Le film est une adaptation du roman malaisien Ranjau Sepanjang Jalan (« Pas de récoltes mais une épine ») de Shahnon Ahmad, qui se déroulait à l’origine dans l’État de Kedah[3].
- L'idée du film serait venue au réalisateur en 1989, alors qu'il tournait son premier long métrage, Site 2 - Aux abords des frontières, lorsque des enfants nés dans un camp de réfugiés auxquels il demandait d'où venait le riz, lui répondirent « des camions de l'ONU »[4].
- Le tournage eut lieu dans la province de Kandal, dans le village de Kamreang, les régions de Kien Svay, de Boeung Thom et les bords du Mékong.
- C'est le premier film cambodgien jamais présenté au festival de Cannes, où il a concouru en sélection officielle au Festival de Cannes 1994[5], remportée par Pulp Fiction.
- La même année, c'est aussi le premier film cambodgien candidat à la nomination pour l'Oscar du meilleur film en langue étrangère, remporté par Soleil trompeur du Russe Nikita Mikhalkov.